# Diocesi di Auki
La diocesi di Auki (in latino Dioecesis Aukina) è una sede della Chiesa cattolica nelle Isole Salomone suffraganea dell'arcidiocesi di Honiara. Nel 2022 contava 50.996 battezzati su 161.832 abitanti. La sede è vacante.

## Territorio
La diocesi comprende la provincia di Malaita nelle Isole Salomone.
Sede vescovile è la città di Auki, dove si trova la cattedrale di Sant'Agostino.
Il territorio si estende su 4.225 km² ed è suddiviso in 12 parrocchie.

## Storia
La diocesi è stata eretta il 17 dicembre 1982 con la bolla Qui quattuor di papa Giovanni Paolo II, ricavandone il territorio dall'arcidiocesi di Honiara.

## Cronotassi dei vescovi
Si omettono i periodi di sede vacante non superiori ai 2 anni o non storicamente accertati.
- Gerard Francis Loft, S.M. † (5 dicembre 1983 - 19 ottobre 2004 dimesso)
- Christopher Michael Cardone, O.P. (19 ottobre 2004 - 22 giugno 2016 nominato arcivescovo di Honiara)
  - Sede vacante (2016-2018)
- Peter Houhou (3 luglio 2018 - 16 giugno 2023 nominato vescovo di Gizo)
  - Sede vacante (dal 2023)

## Statistiche
La diocesi nel 2022 su una popolazione di 161.832 persone contava 50.996 battezzati, corrispondenti al 31,5% del totale.
| anno | popolazione | popolazione | popolazione | presbiteri | presbiteri | presbiteri | presbiteri                | diaconi | religiosi | religiosi | parrocchie |
| anno | battezzati  | totale      | %           | numero     | secolari   | regolari   | battezzati per presbitero | diaconi | uomini    | donne     | parrocchie |
| ---- | ----------- | ----------- | ----------- | ---------- | ---------- | ---------- | ------------------------- | ------- | --------- | --------- | ---------- |
| 1990 | 23.278      | 105.120     | 22,1        | 12         | 6          | 6          | 1.939                     |         | 10        | 13        | 9          |
| 1999 | 30.957      | 121.945     | 25,4        | 18         | 14         | 4          | 1.719                     |         | 7         | 18        | 9          |
| 2000 | 32.045      | 118.857     | 27,0        | 17         | 13         | 4          | 1.885                     |         | 6         | 17        | 9          |
| 2001 | 33.681      | 122.000     | 27,6        | 14         | 12         | 2          | 2.405                     |         | 4         | 16        | 9          |
| 2002 | 35.033      | 125.904     | 27,8        | 14         | 13         | 1          | 2.502                     |         | 3         | 7         | 9          |
| 2003 | 35.220      | 122.620     | 28,7        | 18         | 16         | 2          | 1.956                     |         | 4         | 11        | 9          |
| 2004 | 35.908      | 131.806     | 27,2        | 20         | 20         |            | 1.795                     |         | 2         | 9         | 9          |
| 2006 | 37.239      | 140.862     | 26,4        | 19         | 19         |            | 1.959                     |         | 5         | 10        | 9          |
| 2012 | 41.982      | 156.800     | 26,8        | 21         | 19         | 2          | 1.999                     |         | 23        | 17        | 11         |
| 2015 | 45.600      | 160.300     | 28,4        | 30         | 27         | 3          | 1.520                     |         | 24        | 20        | 11         |
| 2018 | 49.100      | 170.900     | 28,7        | 23         | 20         | 3          | 2.134                     |         | 5         | 18        | 11         |
| 2020 | 50.714      | 159.333     | 31,8        | 26         | 26         |            | 1.950                     |         |           | 18        | 11         |
| 2022 | 50.996      | 161.832     | 31,5        | 26         | 26         |            | 1.961                     |         |           | 18        | 12         |